# Controramponato
Controramponato è un termine utilizzato in araldica per indicare una pezza ramponata da due parti, coi ramponi (piccole figure a forma di T) alternati sui due lati opposti.

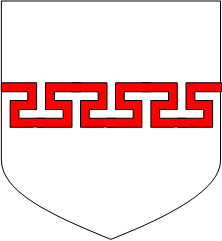

## Traduzioni
- Francese: contre ramponné, contre potencé